# Eurychilopterella barberi
Eurychilopterella barberi är en insektsart som beskrevs av Knight 1927. Eurychilopterella barberi ingår i släktet Eurychilopterella och familjen ängsskinnbaggar. Inga underarter finns listade i Catalogue of Life.